# Вязмитинова, Людмила Геннадьевна
Людмила Геннадьевна Вязмитинова (урожд. Зиновьева; 25 августа 1950, Москва — 14 июля 2021, Москва) — российский литературный критик и поэтесса.

## Биография
Окончила Литературный институт им. А. М. Горького (2000), в котором участвовала в двух семинарах — поэзии Игоря Волгина и художественной критики Владимира Гусева, член Союза писателей Москвы, Московского союза литераторов, в котором была председателем секции поэзии, и русского ПЕН-центра, куратор литературного клуба «Личный взгляд». Также окончила Московский институт стали и сплавов (1972), работала младшим научным сотрудником в Институте металлургии АН СССР (1972—1986), инженером-программистом во ВНИИ экономики минерального сырья (1986—1990).
После 1990 года занималась преимущественно литературной работой. Выпустила книги стихов «Пространство роста» (1992) и «Монета» (ЛИА Р. Элинина, 1997). Публиковала критические статьи о таких авторах, как Вальдемар Вебер, Дмитрий Воденников, Ирина Ордынская, Мария Галина, Олег Дарк, Вадим Месяц, Александр Страхов, Алексей Цветков, Руслан Элинин в журналах «Новое литературное обозрение», «Знамя», «Новый мир», «Дружба народов», «Арион», «Урал», «Новый журнал», «Крещатик». На основании цикла выступлений на Радио России выпустила сборник эссе о современной литературе «Tempus deliberandi. Время для размышлений» (1998, в соавторстве с А. Цукановым). Людмила Вязмитинова — автор проектов «Календарь поэтов — 2020» и «Поэзия со знаком плюс».
Умерла 14 июля 2021 года от последствий COVID-19.

## Награды
- Серебряная медаль Всероссийского литературного Фестиваля Фестивалей «ЛиФФт» (2017)[4].

## Отзывы
Думаю, мне повезло встретиться с Людмилой Вязмитиновой — человеком неординарным. Люда из редких собеседников — она любит и понимает то, что любит. Поэт, критик, профессиональный куратор Вязмитинова понимает и любит Литературу. Поэзию. Прозу. И устную русскую речь. И ещё Вязмитинова умеет работать. И это однозначно видно — сразу, с первого же общения.
— Ольга Ильницкая

Даже среди трудоголиков-культуртрегеров Людмила Вязмитинова отличается необыкновенной работоспособностью. А как иначе? Надо побывать на многочисленных поэтических вечерах и всё это осмыслить. Критика ноги кормят. Поэтическая искра высекается в сравнительном анализе. Цепкая память, неравнодушие, талант исследователя, преданность литературе — вот портрет этого подвижника русской словесности.
— Александр Карпенко